# 危牆狙擊
是一部2017年美國戰爭驚悚片，由道格·李曼執導，德韋恩·沃雷爾撰寫劇本；電影敘述兩名美軍士兵遭到遠方的伊拉克狙擊手困住的故事。由亞倫·強森和約翰·希南主演。電影為亞馬遜影業製作，並由Roadside Attractions定於2017年5月12日在美國上映。

## 劇情
故事敘述當兩名美國士兵於中東的戰場出任務時，卻意外地遭到遠方的伊拉克狙擊手的襲擊，唯一的掩護物僅一道殘破不堪的牆。在無線電及水壺損壞的情況下，兩人除了用盡方法來生存外，還得提防掉入敵人設下的陷阱中...。

## 演員
- 亞倫·強森[3] 飾 亞倫·艾斯中士（Sergeant Allen Issac）：美國狙擊手，兩名美國士兵之一。
- 約翰·希南[4][5] 飾 尚恩·馬修上士（Staff Sergeant Shane Matthews）：兩名美國士兵之一。
- 萊斯·納克里 飾 朱巴（Juba）：伊拉克狙擊手。

## 製作
2014年11月12日，亞馬遜影業向德韋恩·沃雷爾買下了他的待售劇本，內容涉及一名被困在牆後的美國士兵和一名伊拉克狙擊手對峙的故事。該劇本也出現在2014年的黑名單中的最受歡迎未製作劇本的行列。這也是沃雷爾在中國教英文時所撰寫的第一份劇本。 2016年3月29日，據報導，道格·李曼被雇來執導這部心理驚悚片。FilmNation Entertainment將負責處理該片在第69屆坎城影展上的國際銷售，以讓電影在戲院上映。2016年5月9日，《綜藝》證實，演員亞倫·強森已簽約加入，飾演一名美國狙擊手。11月29日，據報導，亞馬遜已與Roadside Attractions合作發行電影，而約翰·希南也成為了電影的主演之一。電影由戴夫·巴帝斯擔任監製，Big Indie Pictures、T SERIES和Picrow也將參與製作。
主要拍攝於2016年11月結束，並釋出了首張劇照。

## 發行
發行商Roadside Attractions原定於2017年3月10日在美國上映，但之後延遲至2017年5月12日。

### 評價
《危牆狙擊》獲得了褒貶不一的評價。爛番茄基於67條評論，新鮮度67%，平均得分6.3／10。在Metacritic上，獲得了58分。

## 外部連結
- 互联网电影数据库（IMDb）上《危牆狙擊》的资料（英文）
- 開眼電影網上《危牆狙擊 The Wall》的資料（繁體中文）